# Khaled al-Harbi
Khāled ibn ʿAwda b. Muḥammad al-Ḥarbī (in arabo خالد بن عودة بن محمد الحربي‎?; Arabia Saudita, 1963 c.) è un terrorista saudita.
Associato al gruppo gihadista di Osama bin Laden negli anni ottanta del XX secolo, si crede abbia raggiunto l'organizzazione al-Qāʿida a metà degli anni novanta. Noto anche col nome di battaglia di Abū Sulaymān al-Makkī (in arabo ابو سليمان المكي‎?), porta in genere una folta barba e si muove grazie a una carrozzella per invalidi.
La BBC riferisce che al-Ḥarbī è stato genero di Ayman al-Zawahiri.

## Combattente in Afghanistan
Al-Ḥarbī si recò volontario per combattere contro gli invasori sovietici in Afghanistan lungo tutti gli anni ottanta.
Secondo il website Global Terror Alert, al-Ḥarbī combatté da volontario in Bosnia nel 1992.
Al-Ḥarbī perse l'uso delle gambe durante un'azione a fuoco in Bosnia.

## Residenza in Bosnia
A seguito della vittoriosa guerra di liberazione, nel 1995, la nuova repubblica di Bosnia ed Herzegovina offrì la cittadinanza a qualunque combattente straniero volontario avesse combattuto per la sua causa.
Al-Ḥarbī s'insediò in Bosnia fin quando nel 1997 non furono emessi ordini di cattura contro di lui e altri 18 uomini.  Le accuse erano che al-Ḥarbī avesse offerto la sua casa per dare ospitalità a terroristi.
Al-Ḥarbī scomparve in quell'occasione e tornò a farsi vedere solo in un video registrato alla fine del 2001, mentre aveva un colloquio con Osama bin Laden.

## Collaborazione con Osama bin Laden
Il Pentagono ha messo in circolazione il 13 dicembre 2001 una registrazione video in cui si vedeva Osama bin Laden che aveva una lunga conversazione con una persona a proposito dell'attentato dell'11 settembre 2001.
Inizialmente non fu possibile identificare l'amico di bin Laden.
Il 16 dicembre 2001 al-Ḥarbī fu identificato come l'uomo che parlava con bin Lāden.
Time magazine riferì che non meglio precisati "funzionari" statunitensi descrivevano al-Ḥarbī come "una persona confidant e spiritual sounding board for bin Laden" senza però che egli fosse un membro di al-Qāʿida."
Time pubblicò la notizia secondo cui Nawāf ʿObayd, identificato come un analista esperto di controspionaggio saudita, aveva affermato che al-Ḥarbī cooperava con l'organizzazione jihadista. ʿObayd definiva al-Ḥarbī come un "reclutatore assai efficiente".

## Amnistia e resa
In seguito, al-Ḥarbī visse in clandestinità ai confini iranico-afghani.
Al-Ḥarbī si arrese consegnandosi nell'ambasciata saudita in Iran il 13 luglio 2004.
La sua resa rientrava in un'amnistia, valida per un mese, decretata dal governo saudita il 23 giugno 2004.